# 駐在
| ウィキペディアには「駐在」という見出しの百科事典記事はありません（タイトルに「駐在」を含むページの一覧/「駐在」で始まるページの一覧）。 代わりにウィクショナリーのページ「駐在」が役に立つかもしれません。 |